# Dacrymycetaceae
Dacrymycetes là một lớp nấm bao gồm một họ duy nhất, Dacrymycetaceae. Họ này có 9 chi và 101 loài.

## tham khảo
1. ↑  Doweld A. (2001). Prosyllabus tracheophytorum: tentamen systematis plantarum vascularium (Tracheophyta). Moskva, Russia: GEOS. ISBN 978-5-89118-283-7.
2. ↑  Engler & Prantl (eds) (1898). Nat. Pflanzenfam. Quyển 1. tr. 96. {{Chú thích tạp chí}}: |author= có tên chung (trợ giúp); |title= trống hay bị thiếu (trợ giúp) (as "Dacromycetineae"
3. ↑  Brefeld O. (1888). "Basidiomyceten II, Protobasidiomyceten". Untersuchungen aus dem Gesammtgebiete der Mykologie. Quyển 7. tr. 138.
4. ↑  Nees CDG. (1817). System der Pilze und Schwämme. tr. 89.
5. ↑  Hibbett DS, Binder M, Bischoff JF, Blackwell M, Cannon PF, Eriksson OE. (2007). "A higher level phylogenetic classification of the Fungi". Mycological Research. Quyển 111 số 5. tr. 509–47. doi:10.1016/j.mycres.2007.03.004. PMID 17572334.{{Chú thích tạp chí}}:  Quản lý CS1: nhiều tên: danh sách tác giả (liên kết)
6. ↑  Kirk, PM; Cannon, PF; Minter, DW; Stalpers, JA. (2008). Dictionary of the Fungi (ấn bản thứ 10). Wallingford, UK: CABI. tr. 192. ISBN 0-85199-826-7.

- C.J. Alexopolous, Charles W. Mims, M. Blackwell, Introductory Mycology, 4th ed. (John Wiley and Sons, Hoboken NJ, 2004) ISBN 0-471-52229-5